# Albert Aubry
Pour les articles homonymes, voir Aubry.
Albert Aubry, né le 8 décembre 1892 à Malestroit (Morbihan) et décédé 11 août 1951 à Paris 5e, est un homme politique français, membre de la SFIO. Premier député socialiste d’Ille-et-Vilaine, il siège à la Chambre des députés de 1919 à 1924 puis, sous la IVe République, de 1945 à sa mort en 1951.

## Biographie
Albert Aubry vient d'une famille de 14 enfants dont le père est bourrelier, compagnon de France, il devient ensuite le leader syndical à l'Arsenal de Rennes. Sa mère, nommée Marie-Joseph Thétiot, commerçante, et issue d'une famille de vieille souche malestroyenne.
A ses débuts dans l’enseignement, en 1912, instituteur adjoint au Tronchet, il fut le plus actif d'un petit groupe de maîtres qui venaient de fonder une section syndicale d’instituteurs et d’institutrices adhérente à la CGT.
Entré à l'école dite normale, devenu instituteur, il est mobilisé en 1914 en tant que soldat de deuxième classe pour la Première Guerre mondiale ; il s'y comporte d'une façon glorieuse.
Il est élu député d’Ille-et-Vilaine de 1919 à 1924 et très actif dans cette responsabilité. Il participe notamment à la mise en place de la loi instaurant le droit à réparations pour les victimes de guerre. 
En 1924, il reprend son activité d'instituteur, puis devient conseiller municipal de Rennes, et enfin inspecteur de l'enseignement en Indochine, de 1926 à 1931.
Après la débâcle de 1940 pendant laquelle il est capitaine de char, il entre en résistance, dans le mouvement Libération-Nord et le réseau Confrérie Notre-Dame-de-Castille. Mais, arrêté par la Gestapo, il est alors déporté au camp de Neuengamme.
Il est à nouveau député de 1945 à 1951 ; il est l'artisan du statut des déportés.

### Vie privée
Il est l'époux de Renée Aubry, née Marché, morte en 2016.

## Distinctions
- Grand officier de la Légion d'honneur (6 juin 1951)
- Croix de guerre 1914–1918
- Médaille de la Résistance française avec rosette (11 mars 1947)[6]

## Hommages

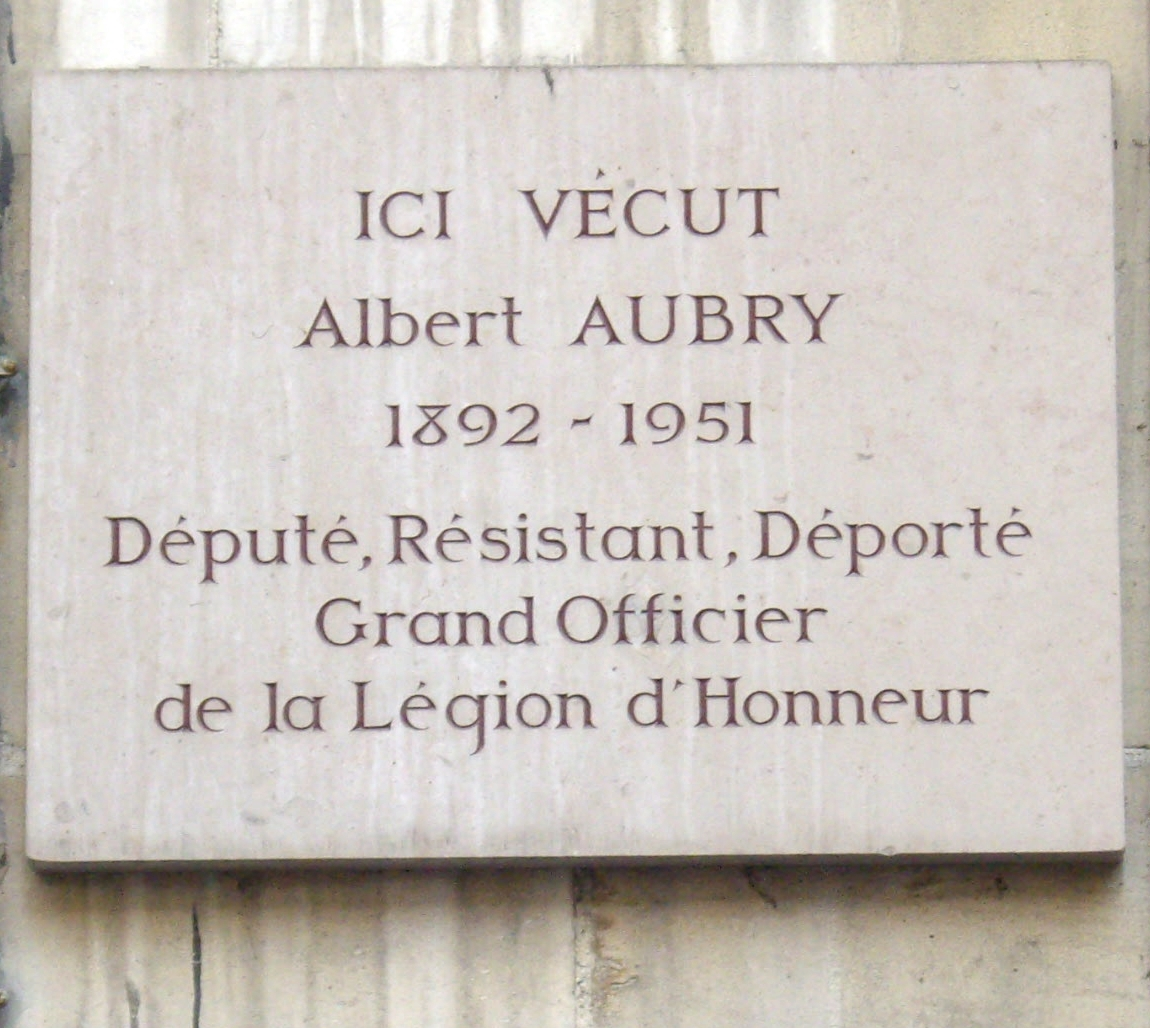
Plaque 37 rue Rousselet (Paris).

Plusieurs villes de Bretagne ont donné son nom à une rue, on peut citer notamment Le Tronchet, Malestroit, Rennes.
Une plaque commémorative lui rend hommage 37 rue Rousselet (7e arrondissement de Paris), où il vécut.

## Sources et bibliographie
- Emmanuel Salmon-Legagneur (dir.) et al. (préf. Yvon Bourges, anc. ministre, prés. du conseil régional de Bretagne), Les noms qui ont fait l'histoire de Bretagne : 1 000 noms pour les rues de Bretagne, Spézet, Coop Breizh et Institut culturel de Bretagne, 1997, 446 p. (ISBN 978-2-84346-032-6), p. 35Notice d'Emmanuel Salmon-Legagneur.
- Patrick Mahéo, Les rues de Malestroit, leur nom, leur histoire, Stéphane Batigne Éditeur, 2018  (ISBN 9791090887640)